# David Doblas
David Jesús Doblas Portilla (Santander, 6 agosto 1981) è un cestista spagnolo.